# Brak u Hrvatskoj
Brak u Hrvatskoj se definira kao zakonom uređena životna zajednica muškarca i žene. Za sklapanje braka moraju biti ispunjene određene pravne pretpostavke propisane zakonom da bi pravni poredak takvoj zajednici priznao učinke braka. Učinci braka mogu biti osobno pravni (npr. prezime bračnih drugova) i imovinskopravni (npr. bračna stečevina). Brak se u vjerskom obliku s učincima građanskog braka sklapa pred službenikom vjerske zajednice koja s Republikom Hrvatskom o tome ima uređene pravne odnose.
Životna zajednica neudane žene i neoženjenog muškarca u pravnom smislu naziva se izvanbračna zajednica. Takva zajednica proizvodi gotovo sve pravne učinke kakve proizvodi i brak te je u pravnom smislu gotovo izjednačena s brakom. Odredbe Obiteljskog zakona o učincima izvanbračne zajednice primjenjuju se na životnu zajednicu neudane žene i neoženjenog muškarca koji ne žive u drugoj izvanbračnoj zajednici, koja traje najmanje tri godine ili kraće ako je u njoj rođeno zajedničko dijete. Za priznanje učinaka izvanbračne zajednice potrebno je da među njima postoji trajnija zajednica i to ne samo u smislu zajedničkog stanovanja, već i u uspostavljanju emocionalne povezanosti te ekonomske zajednice u kojoj si izvanbračni drugovi međusobno pomažu i brinu jedno o drugome, neovisno o eventualnoj namjeri zaključenja braka.
Istospolna zajednica (životna zajednica osoba istog spola) u pravnom smislu nije brak u Republici Hrvatskoj. U Hrvatskoj se formalne i neformalne zajednice istospolno orijentiranih osoba uređuju Zakonom o životnom partnerstvu osoba istog spola pri čemu je životno parterstvo, u smislu toga zakona, zajednica obiteljskog života dviju osoba istog spola sklopljena pred nadležnim tijelom u skladu s odredbama tog zakona. Za sklapanje životnog partnerstva potrebno je da su osobe koje namjeravaju sklopiti životno partnerstvo istog spola, da su osobe izjavile svoj pristanak za sklapanje životnog partnerstva te da je životno partnerstvo sklopljeno pred matičarom. Životno partnerstvo upisuje se u registar životnog partnerstva te se životnim partnerima izdaje izvadak iz registra životnog partnerstva. Životni partneri sporazumno i zajednički odlučuju o svim pitanjima od značaja za zajednički život, imaju pravo na zaštitu privatnosti obiteljskog života i pravo na međusobno zajedništvo, imaju obvezu međusobnog pomaganja i pružanja njege i pomoći u slučaju bolesti te imaju jednaka postupovna prava i status u svim sudskim i upravnim postupcima kao i bračni drugovi.